# Jednostka Wojskowa Formoza

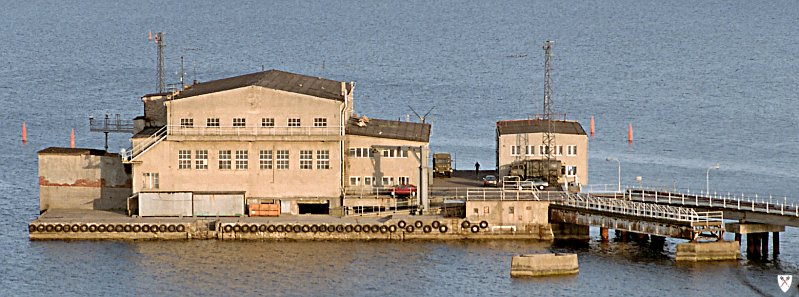
Baza JWF.

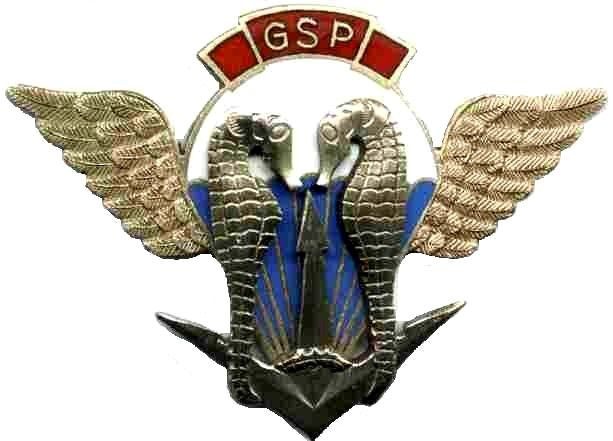
Odznaka pamiątkowa Grup Specjalnych Płetwonurków.

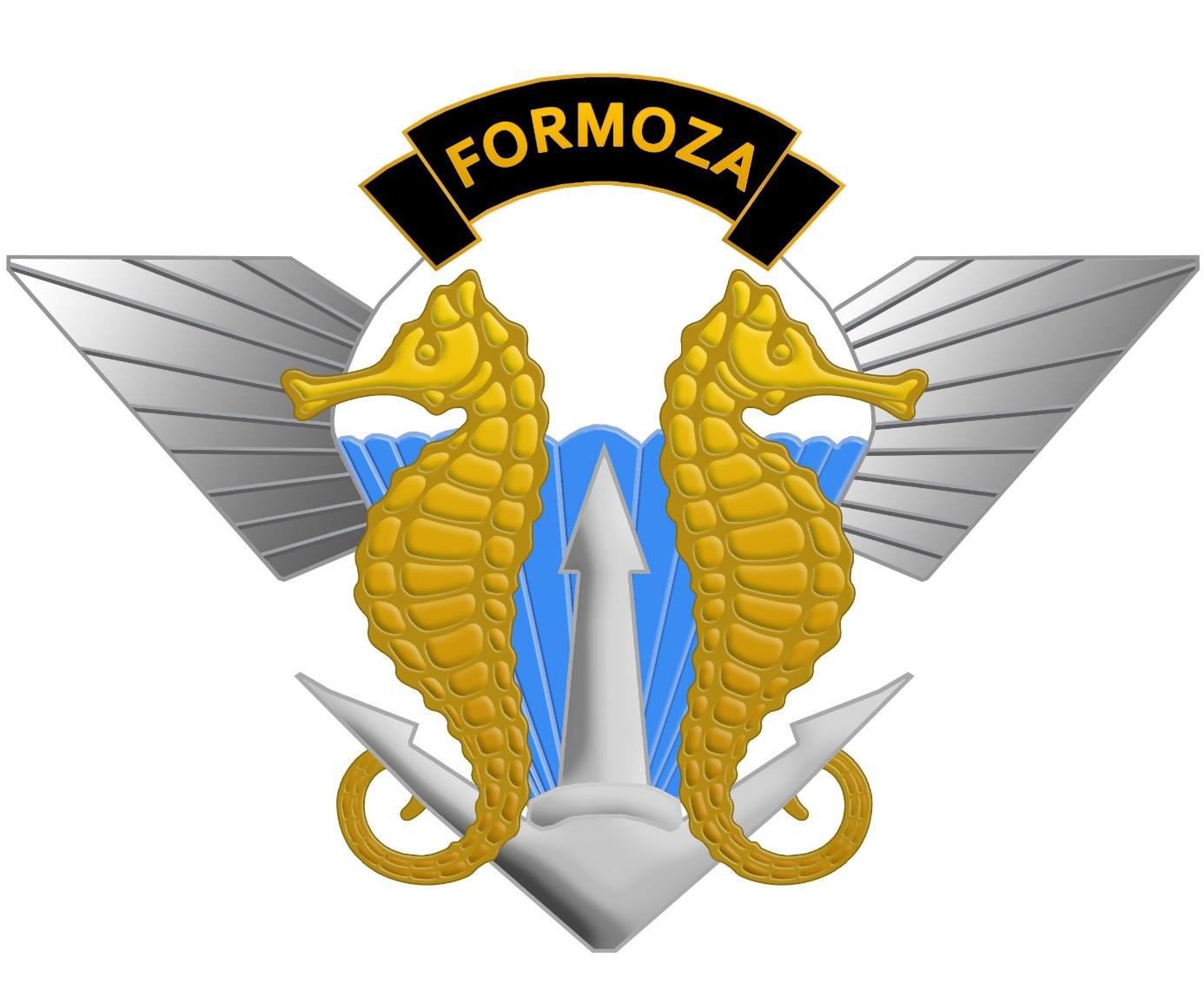
Odznaka pamiątkowa JW Formoza (wzór 2019).

Jednostka Wojskowa Formoza im. gen. broni Włodzimierza Potasińskiego – jednostka wojskowa płetwonurków bojowych, będąca pododdziałem Wojsk Specjalnych.

## Historia
Idea jednostki wojskowej typu rozpoznawczego i dywersji morskiej zapoczątkowana została w 1974 roku, kiedy powstał Zespół Badawczy ds. Płetwonurków Morskich. Inicjatywę powołania protoplasty obecnej JW 4026 podjął Oddział Rozpoznawczy Sztabu Marynarki Wojennej. Zespół miał opracować koncepcję organizacji i formowania specjalnego dywizjonu płetwonurków morskich. Rozkazem Szefa SG WP pododdział sformowano 13 listopada 1975 roku. Wchodził on w skład 3 Flotylli Okrętów. Pierwszym dowódcą formacji nazwanej Wydziałem Płetwonurków, a niejawnie określanej Wydziałem Działań Specjalnych, był kmdr por. dypl. Józef Rembisz. We wrześniu 1987 pododdział zmienił nazwę na Wydział Działań Specjalnych. Pododdział rozformowano 12 listopada 1990 r. Siły i środki rozformowanej formacji nazwano Grupami Specjalnymi Płetwonurków i włączono w skład Grupy Okrętów Rozpoznawczych. Następnie płetwonurkowie bojowi operowali jako Sekcje Działań Specjalnych. W 2004 ponownie nazwane GSP, cały czas w podporządkowaniu gOR 3 FO.
W dniu 9 marca 2007 Rozkazem Dowódcy MW sformowano JW 4026, Morską Jednostkę Działań Specjalnych, podporządkowaną rozkazom Dowódcy Marynarki Wojennej. JW 4026 stała się pierwszą samodzielną jednostką wojskową, w której skład weszli żołnierze-marynarze komandosi 3 FO. Pierwszym Dowódcą MJDS wyznaczony został kmdr por. Jan Pawłowski.
Organizacyjna podległość tzw. Formozy pod rozkazy Dowódcy MW nie trwała długo. Dnia 12 września 2007 Minister Obrony Narodowej Aleksander Szczygło wydał Decyzję, by morskich komandosów Marynarki Wojennej włączyć w struktury nowo powołanych mocą ustawy Wojsk Specjalnych. Zgodnie z Decyzją Ministra ON, Morska Jednostka Działań Specjalnych z dniem 1 stycznia 2008 stała się jednostką wojskową najmłodszego ówcześnie rodzaju Sił Zbrojnych RP. W okresie 1.1.2008-31.12.2013 podlegała rozkazom Dowódcy Wojsk Specjalnych (urząd zniesiono z końcem 2013 roku). Mimo wchodzenia w skład Wojsk Specjalnych, specyfika JW 4026 powoduje ciągłą współpracę z MW.
1 października 2011 r. Decyzją Ministra ON jednostce zmieniono etat na większy i nazwę na Jednostka Wojskowa Formoza. Wieloletni przydomek jednostki został usankcjonowany jako jej nazwa urzędowa.
1 stycznia 2013 r. grupa gdyńskich żołnierzy rozpoczęła pełnienie dyżuru bojowego w składzie NATO Response Force 20 zmiany i pełniła go pół roku. Dowódca Wichniarek z dniem 9 stycznia 2013 przestał pełnić funkcję w JWF, jednocześnie objął obowiązki Special Operations Joint Task Force – Afghanistan/NATO Special Operations Component Command – Afghanistan Chief of Staff. Od tego momentu obowiązki dowódcy pełnił czasowo kmdr por. Radosław Tokarski.
Decyzją Ministra Obrony Narodowej Nr 337/MON z dnia 18 listopada 2013 roku wprowadzono odznakę rozpoznawczą Jednostki Wojskowej Formoza.
Od 1 stycznia 2014 roku w wyniku reformy struktur dowodzenia jednostka podlega bezpośrednio pod Dowództwo Generalne Rodzajów Sił Zbrojnych.
Po zrealizowaniu zadań w ramach Special Operations Joint Task Force – Afghanistan, etatowy dowódca JWF kmdr Dariusz Wichniarek od kwietnia 2014 r. ponownie dowodził Jednostką Wojskową Formoza.
Żołnierze JW 4026 służyli w składzie:
- Polski Kontyngent Wojskowy w Zatoce Perskiej (2000)
- Polski Kontyngent Wojskowy w Zatoce Perskiej (2003)
- Polski Kontyngent Wojskowy w Afganistanie.
- NATO Response Force 20 zmiana
- SNMG2, zaokrętowani na ORP Kościuszko[9][10]
- Polski Kontyngent Wojskowy na Morzu Śródziemnym (Sophia)[11]

Decyzją Ministra Obrony Narodowej z 12 lutego 2014 Jednostka Wojskowa Formoza w Gdyni otrzymała imię patrona, gen. broni Włodzimierza Potasińskiego.
W dniu 23 września 2014 r. Jednostka Wojskowa Formoza otrzymała sztandar ufundowany przez społeczeństwo Miasta Gdynia oraz Ligę Morską i Rzeczną. Matką chrzestną sztandaru JW 4026 została wdowa po Dowódcy WS, patronie JWF, Marta Murzańska-Potasińska, a ojcem chrzestnym sztandaru został kmdr dypl. w st. spocz. Józef Rembisz, pierwszy dowódca płetwonurków bojowych MW. Uroczystość wręczenia sztandaru odbyła się na nabrzeżu Basenu IX Portu Wojennego Gdynia, miejscu dyslokacji JW 2808, dawniej macierzystej dla protoplastów JW 4026. W uroczystości brali udział także: wręczający sztandar w imieniu Prezydenta RP Zastępca Szefa BBN Zbigniew Włosowicz, sekretarz stanu MON Beata Oczkowicz, przedstawiciele Wojsk Specjalnych, w tym z czterech pozostałych JW WS, poczty sztandarowe oraz inni zaproszeni goście. Sztandar odebrał Dowódca JWF kmdr Radosław Tokarski.
Decyzją nr 8/MON z 21 stycznia 2019 roku w JW Formoza wprowadzono odznakę pamiątkową.

Insygnia
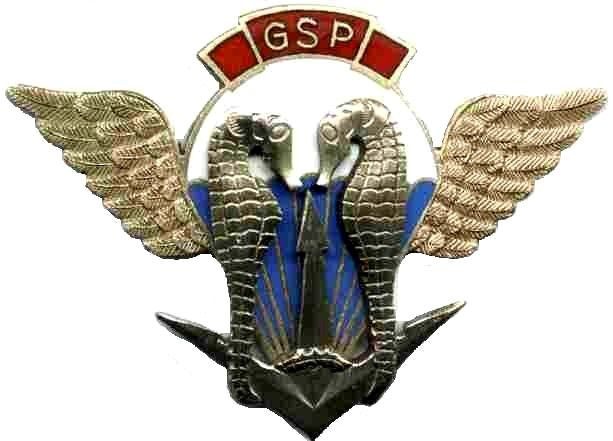
Odznaka pamiątkowa Grup Specjalnych Płetwonurków
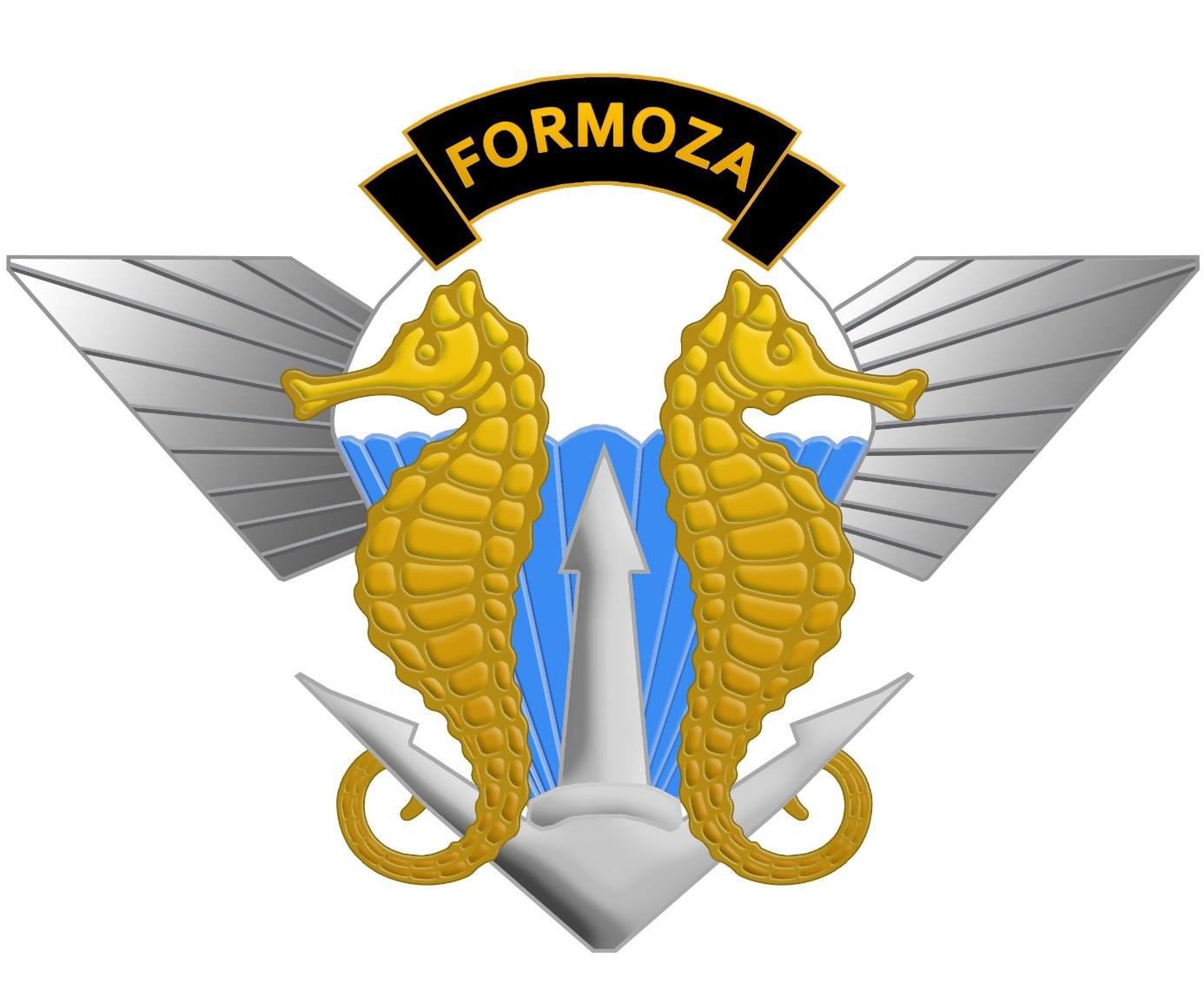
Odznaka pamiątkowa JW Formoza (wzór 2019)
Oznaka rozpoznawcza (godło)
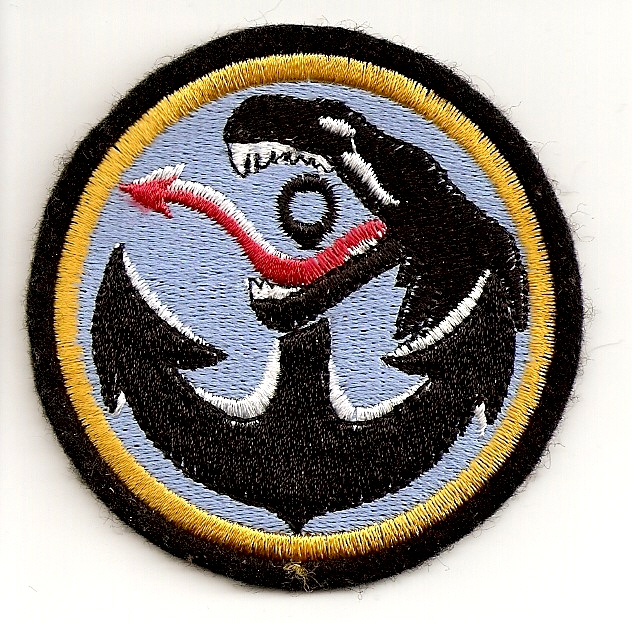
Oznaka rozpoznawcza (naszywka)
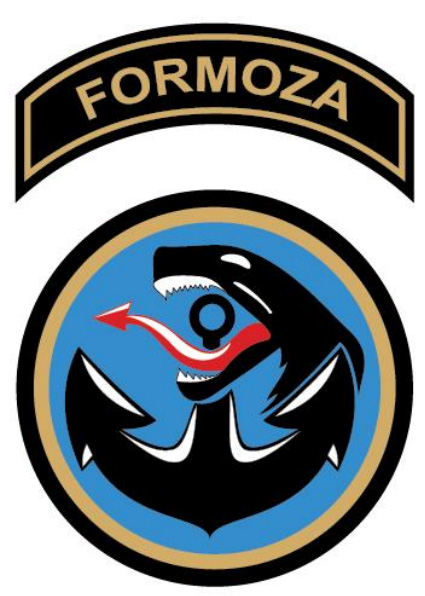
Oznaka rozpoznawcza JW FORMOZA na mundur wyjściowy (wzór 2013)
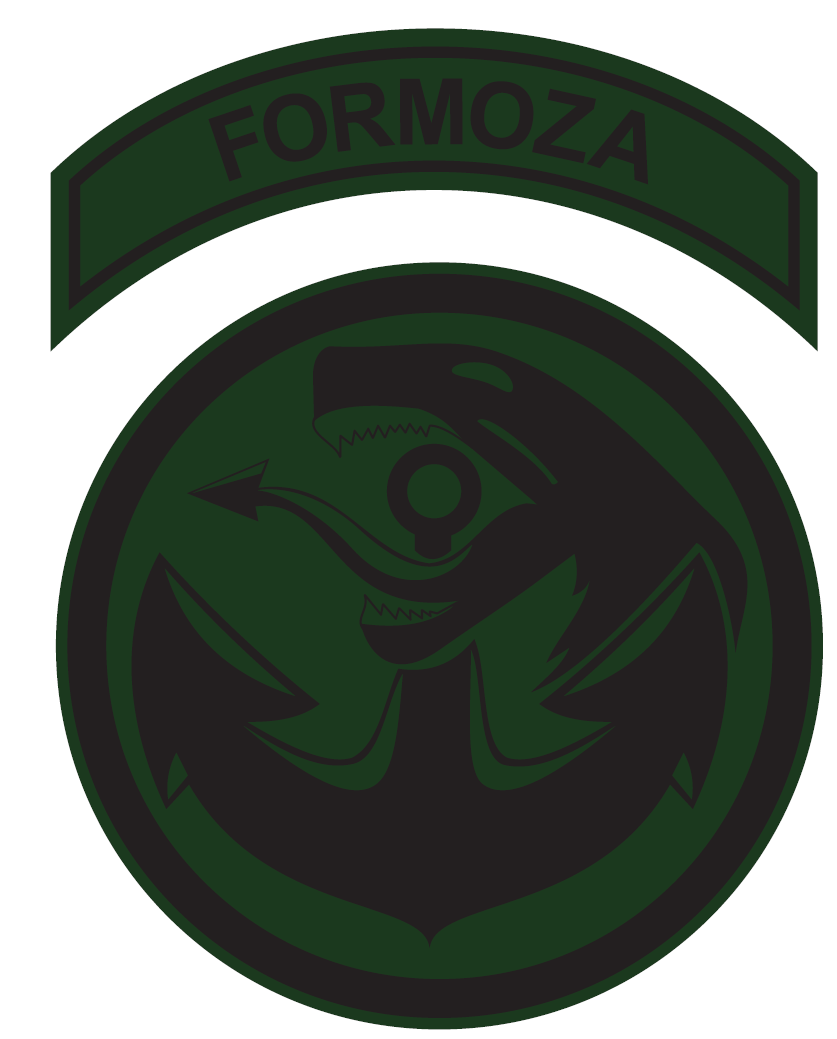
Oznaka rozpoznawcza JW FORMOZA na mundur polowy (wzór 2013)
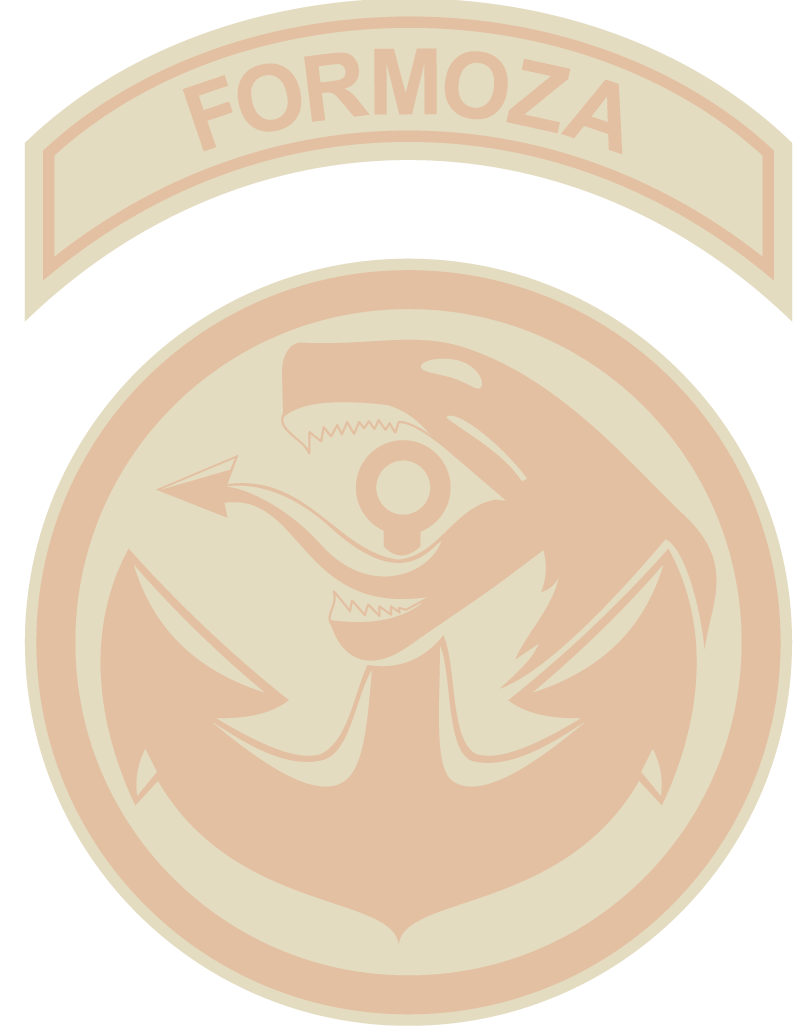
Oznaka rozpoznawcza JW FORMOZA na mundur pustynny (wzór 2013)

## Pochodzenie nazwy

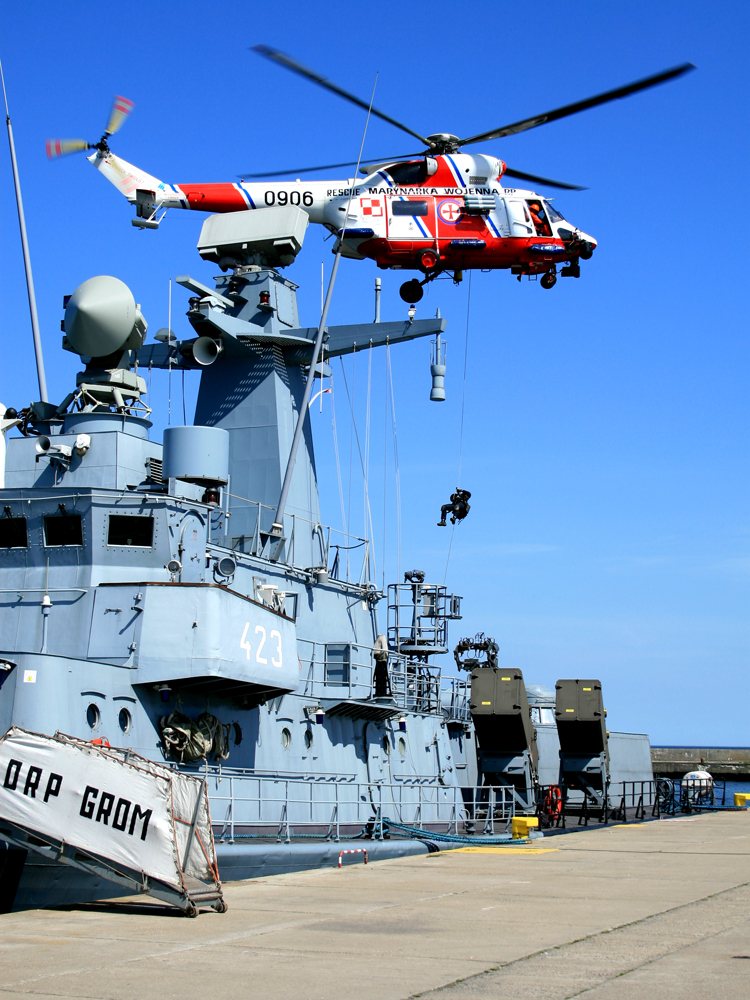
Komandosi desantują się po linie ze śmigłowca W-3 podczas pokazów na Skwerze Kościuszki w Gdyni

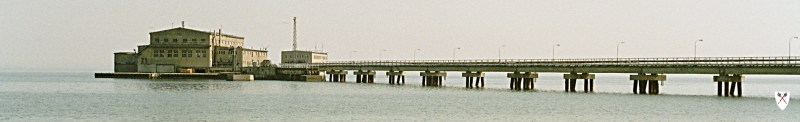
„Formoza”, dawna torpedownia w Gdyni-Oksywiu

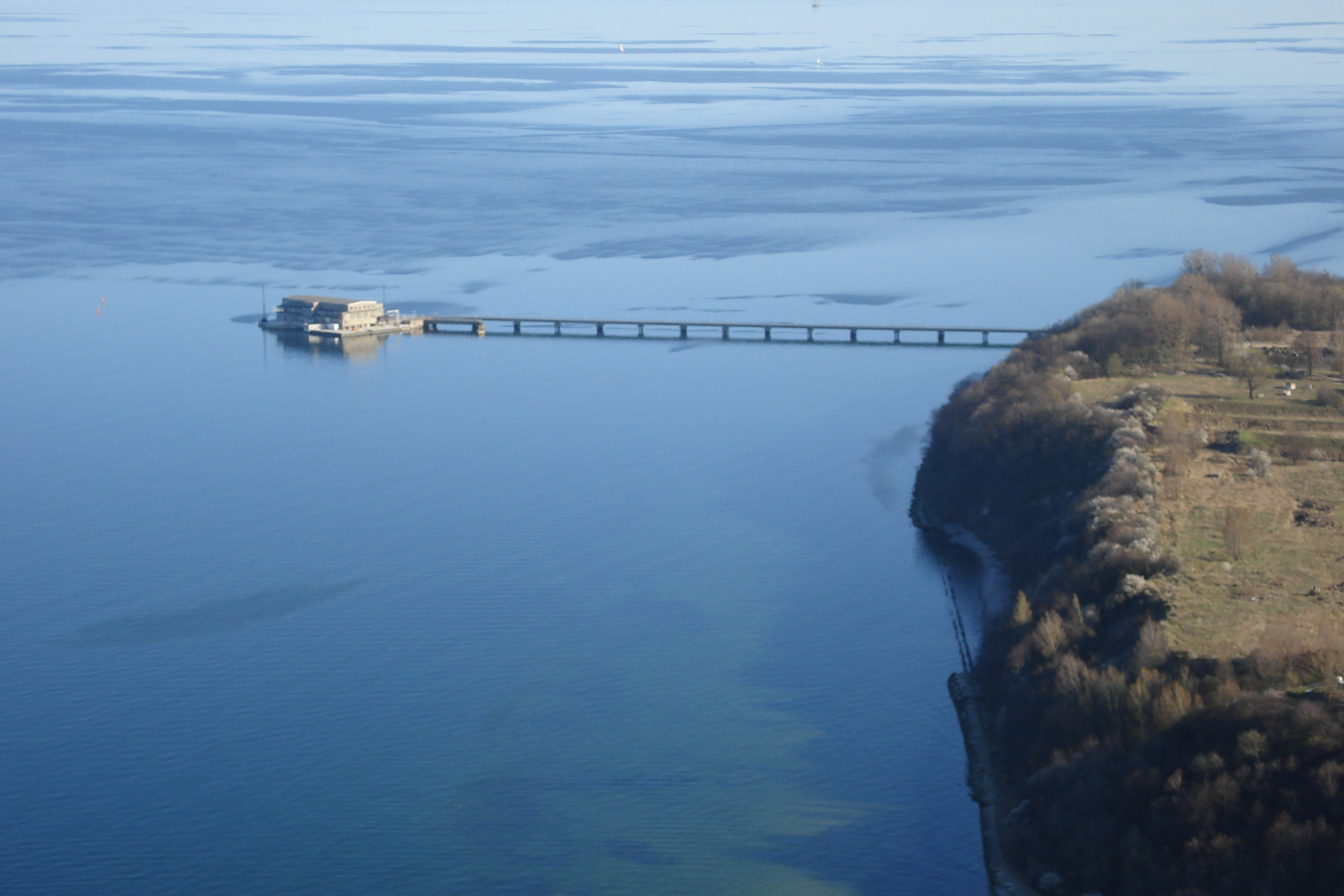
Morski budynek JW 4026

Nazwa JW 4026 pochodzi od potocznej nazwy bazy jednostki, poniemieckiej torpedowni w Gdyni-Oksywiu, nazywanej „Formoza”. Nazwa jest związana z tym, że baza JW 4026 jest zbudowana na morzu jak wyspa (nie uwzględniając kładki łączącej ją z lądem) niedaleko lądu. W latach 50. XX w. głośna medialnie była wojna RCh-ChRL, relacja wyspa – ląd. Więc podobieństwo wyspy Formoza do budynku torpedowni (późniejszej bazy JWF), miejsca ćwiczeń żołnierzy ówczesnej MW SZ PRL wywołało skojarzenie tego budynku z chińską wyspą Formoza (współczesna nazwa: Tajwan), położoną blisko kontynentalnych Chin.
JW Formoza często współpracuje z Zespołem Bojowym B (zespołem wodnym) Jednostki Wojskowej Grom, z MOSG oraz z pododdziałem płetwonurków bojowych JW Komandosów. Z dniem 1 stycznia 2008 r. jednostka przeszła pod rozkazy Dowódcy Wojsk Specjalnych. Podczas IX zmiany PKW Afganistan wydzielona grupa żołnierzy JW 4026 (wspólnie z JW 4101) prowadziła działania bojowe w składzie Zadaniowego Zespołu Bojowego Wojsk Specjalnych (Task Force 50, TF-50) w Afganistanie. Za wykazane męstwo i odwagę w trakcie działań bojowych w Afganistanie, żołnierz jednostki został odznaczony OKW kl. III. Gdyńska JW 4026 jest najmniejszą liczebnie jednostką bojową WS.
W JW 4026 obowiązują stopnie wojskowe i mundury wyjściowe jak w Marynarce Wojennej.
Jednostka wojskowa cały czas prowadzi rekrutację do swych szeregów. Kandydaci do służby są poszukiwani wśród bardzo sprawnych i inteligentnych żołnierzy, funkcjonariuszy, rezerwistów i cywili.

## Broń będąca na wyposażeniu JW 4026
Wbrew informacjom podawanym w wielu źródłach, gdyńska JW nie używała polskiej broni w postaci karabinków Beryl, Mini Beryl, pistoletów WIST. Miała je tylko na testach i nie przyjęła na wyposażenie, jako niespełniających oczekiwań jednostki.

## Dowódcy płetwonurków bojowych 3 FO
- 1975 – 1982 kmdr Józef Rembisz
- 1982 – 1989 kmdr Zbigniew Kluzowski
- 1989 – 1998 kmdr por. Andrzej Szymański
- 1999 – 2002 kmdr ppor. Jan Pawłowski
- 2002 – 2004 kmdr ppor. Tomasz Żuk
- 2004 – 2006 kpt. mar. Krzysztof Niedźwiecki

## Dowódcy JW 4026
- 2007 – 2009 kmdr por. Jan Pawłowski
- 13.10.2009 – 2014 kmdr Dariusz Wichniarek[16][17]
- 2014 – 3.2022 kmdr Radosław Tokarski[18]
- od 3.2022 kmdr Jan Kwiatkowski[19]